# نیکولا جنتیله

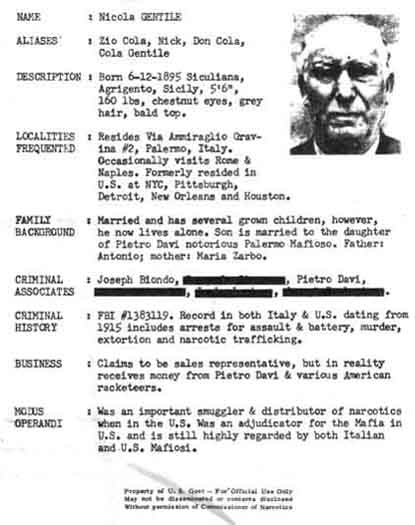
پرونده نیک جنتیله، اداره مبارزه با مواد مخدر

نیکولا جنتیله (تلفظ در ایتالیایی: [niˈkɔːla dʒenˈtiːle]تلفظ ایتالیایی: [niˈkɔːla dʒenˈtiːle]؛ ۱۲ ژوئن ۱۸۸۵ - ۶ نوامبر ۱۹۶۶) که با نام نیک جنتیله نیز شناخته می‌شد، یک مافیوزوی سیسیلی و چهره جنایت سازمان‌یافته در نیویورک سیتی در دهه‌های ۱۹۲۰ و ۱۹۳۰ بود. او همچنین به خاطر انتشار خاطراتش شناخته می‌شود که با نقض قوانین مافیایی معروف به اومرتا ، جزئیات زیادی از دنیای زیرزمینی سیسیل و آمریکا را فاش می‌کرد. جنتیله در سیکولیانا ، روستایی کوچک در ساحل جنوبی سیسیل در استان آگریجنتو ، متولد شد. او در سال ۱۹۰۳ و در سن ۱۸ سالگی به نیویورک، ایالات متحده مهاجرت کرد. جنتیله در سال ۱۹۳۷، در حالی که با وثیقه ۱۵٫۰۰۰ دلاری پس از دستگیری به جرم قاچاق هروئین آزاد بود، از کشور گریخت و به سیسیل بازگشت تا رئیس مافیای سیسیل شود. در ایالات متحده، او را با نام «نیک» و در سیسیل با نام «زو کولا» (عمو کولا) می‌شناختند.

## ورود به ایالات متحده
جنتیله در سال ۱۹۰۳ به ایالات متحده مهاجرت کرد و خیلی زود با گروه "دست سیاه" در اوایل قرن بیستم ارتباط برقرار نمود. او به یکی از رهبران مافیای اولیه آمریکا تبدیل شد و بعدها به عنوان مشاور نزدیک گانگسترهای نیویورک از اوایل قرن بیستم تا جنگ کاستلاماریز و تشکیل پنج خانواده نیویورک تحت رهبری چارلز "لاکی" لوچیانو در سال ۱۹۳۱ فعالیت کرد.
جنتیله به عنوان میانجی و حل کننده مشکلات (معروف به مساجرو یا جایگزین) در سراسر کشور سفر می‌کرد و پیام‌ها بین خانواده‌های جنایتکار را منتقل و اختلافات را حل می‌نمود. او عضو خانواده مافیای نیویورک تحت رهبری وینسنت منگانو و جو بیوندو شد که بعدها به خانواده گامبینو معروف شد.

## دوره ممنوعیت الکل
در دوران ممنوعیت الکل، جنتیله به طور مختصر به عنوان رهبر باندهای جنایی در کانزاس‌سیتی، کلیولند و پیتسبرگ در قاچاق مشروبات الکلی فعالیت داشت. در سال ۱۹۲۰، رقیب او در کلیولند، رئیس مافیا جوزف "بیگ جو" لوناردو، تلاشی برای ترور او انجام داد.

## بازگشت به سیسیل و نیویورک
جنتیله پس از این حادثه به سیسیل رفت، اما پیش از آن با متحدان نیویورکی خود ملاقات کرد. او علیه روسای مافیای نیویورک، سالواتوره "توتو" دآکویلا و امبرتو والنتی موضع گرفت و از جو "جو د باس" ماسریا در تلاش برای کنترل خانواده جنایی مورلو حمایت کرد.
پس از چند ماه اقامت در سیسیل، جنتیله به ایالات متحده بازگشت. مائورو و والنتی در سال ۱۹۲۲ توسط نیروهای ماسریا کشته شدند که به درگیری‌ها پایان داد و ماسریا را به یکی از روسای برتر مافیا در نیویورک تبدیل کرد. جنتیله فعالیت جنایی خود را در نیویورک ادامه داد و این بار با گروه چارلز "لاکی" لوچیانو متحد شد.

## فعالیت در قاچاق مواد مخدر
جنتیله در عملیات مواد مخدر لوچیانو مشارکت داشت. او در سال ۱۹۳۷ در نیواورلئان به اتهام مواد مخدر دستگیر شد، اما به محض آزادی با وثیقه ۱۵٬۰۰۰ دلاری از کشور گریخت و به سیسیل بازگشت.

## بازگشت به سیسیل
در سیسیل، او ابتدا در پالرمو ساکن شد و یک مغازه پارچه فروشی راه انداخت. در سال ۱۹۴۳ و به دنبال بمباران‌ها، به روستای همسرش در رافادالی نزدیک آگریجنتو نقل مکان کرد. جنتیله به موقعیت بالایی در مافیای سیسیل دست یافت. نفوذ او پس از اشغال سیسیل توسط متفقین در سال ۱۹۴۳ (عملیات هاسکی) افزایش یافت، چرا که به ارتش در ایجاد دولت غیرنظامی کمک کرد.
جنتیله در جنبش جدایی‌طلبان سیسیلی و فعالیت‌های اطلاعاتی نیز مشارکت داشت. او ادعا کرد که مکس برود، عامل ویژه آمریکایی، از او خواسته تا از سلطنت در همه‌پرسی ۲ ژوئن ۱۹۴۶ حمایت کند. بعدها او به حامی مهمی برای سیاستمداران حزب دموکرات مسیحی تبدیل شد.

## همکاری با لوچیانو
وقتی لوچیانو در سال ۱۹۴۶ به ایتالیا فرستاده شد، دوباره با جنتیله در سازماندهی مسیرهای قاچاق مواد مخدر به آمریکا همکاری کرد. جنتیله ارتباطات خوبی با قاچاقچیان معروف مواد مخدر در سیسیل داشت. او در سال ۱۹۴۹ با جو بیوندو، گانگستر نیویورکی که بر ترافیک هروئین خانواده گامبینو نظارت می‌کرد، ملاقات نمود.

## فعالیت‌های اطلاعاتی
در دهه ۱۹۶۰، جنتیله اطلاعاتی را از طریق روزنامه‌نگار لئونید کولوسوف به کاگ‌ب داد. او از وجود "پلانو سولو"، طرحی برای کودتای ضدکمونیستی در ایتالیا در سال ۱۹۶۴ با مشارکت سازمان اطلاعات ایتالیا، نیروهای کارابینیری و سیا، پرده برداشت.

## خاطرات
در سال ۱۹۶۳، جنتیله با کمک فلیچه چیلانتی، روزنامه‌نگار ایتالیایی، خاطرات خود با عنوان "زندگی یک کاپومافیا" را نوشت. این کتاب سازمان داخلی مافیا را توصیف می‌کرد و جنتیله در آن صراحتاً درباره ارتباطات خود با سیاستمداران صحبت کرده بود.
خاطرات جنتیله توسط اف‌بی‌آی برای تأیید اطلاعات جو والاچی، گانگستر سابق که به خبرچین دولت تبدیل شده بود، استفاده شد. والاچی صحت اطلاعات کتاب را تأیید کرد.

## پایان زندگی
همقطاران مافیایی جنتیله از صداقت او خوششان نیامد و او را به مرگ محکوم کردند، اما طبق گفته آنتونیو کالدرونه، خانواده مافیای کاتانیا از اجرای حکم خودداری کردند. جنتیله در پایان عمرش به موجودی رقت‌انگیز تبدیل شده بود که فقط از طریق کمک همسایه‌ها زنده می‌ماند.
جنتیله در ۶ نوامبر ۱۹۶۶ در سن ۸۱ سالگی درگذشت.